# Damsingel i badminton vid olympiska sommarspelen 2020
Damsingel i badminton vid olympiska sommarspelen 2020 spelades mellan den 24 juli och 1 augusti 2021 i Musashino Forest Sport Plaza i Tokyo i Japan. Totalt 43 spelare från 37 nationer deltog.

## Medaljörer
| Gren   | Guld            | Silver                        | Brons              |
| Singel | Chen Yufei Kina | Tai Tzu-ying Kinesiska Taipei | P.V. Sindhu Indien |

## Gruppspel
Gruppspelet spelades mellan den 24 och 28 juli. Vinnaren i varje grupp gick vidare till slutspelet.

### Grupp A
| Pl | Spelare              | S | V | F | VS | FS | SS | VP | FP | PS  | P | Kvalificering                    |
| -- | -------------------- | - | - | - | -- | -- | -- | -- | -- | --- | - | -------------------------------- |
| 1  | Chen Yufei (CHN)     | 2 | 2 | 0 | 4  | 0  | +4 | 84 | 31 | +53 | 2 | Gick vidare till kvartsfinalerna |
| 2  | Neslihan Yiğit (TUR) | 2 | 1 | 1 | 2  | 2  | 0  | 65 | 52 | +13 | 1 |                                  |
| 3  | Doha Hany (EGY)      | 2 | 0 | 2 | 0  | 4  | −4 | 18 | 84 | −66 | 0 |                                  |

Källa: 
| Datum   | Tid   | Spelare 1      | Resultat | Spelare 2      | Set 1 | Set 2 | Set 3 |
| ------- | ----- | -------------- | -------- | -------------- | ----- | ----- | ----- |
| 25 juli | 11:20 | Chen Yufei     | 2–0      | Doha Hany      | 21–5  | 21–3  |       |
| 27 juli | 11:20 | Neslihan Yiğit | 2–0      | Doha Hany      | 21–5  | 21–5  |       |
| 28 juli | 12:20 | Chen Yufei     | 2–0      | Neslihan Yiğit | 21–14 | 21–9  |       |

### Grupp C
| Pl | Spelare                     | S | V | F | VS | FS | SS | VP | FP | PS  | P | Kvalificering                       |
| -- | --------------------------- | - | - | - | -- | -- | -- | -- | -- | --- | - | ----------------------------------- |
| 1  | An Se-young (KOR)           | 2 | 2 | 0 | 4  | 0  | +4 | 84 | 30 | +54 | 2 | Gick vidare till åttondelsfinalerna |
| 2  | Clara Azurmendi (ESP)       | 2 | 1 | 1 | 2  | 2  | 0  | 63 | 54 | +9  | 1 |                                     |
| 3  | Dorcas Ajoke Adesokan (NGR) | 2 | 0 | 2 | 0  | 4  | −4 | 21 | 84 | −63 | 0 |                                     |

Källa: 
| Datum   | Tid   | Spelare 1             | Resultat | Spelare 2             | Set 1 | Set 2 | Set 3 |
| ------- | ----- | --------------------- | -------- | --------------------- | ----- | ----- | ----- |
| 24 juli | 20:00 | An Se-young           | 2–0      | Clara Azurmendi       | 21–13 | 21–8  |       |
| 26 juli | 12:00 | Dorcas Ajoke Adesokan | 0–2      | Clara Azurmendi       | 10–21 | 2–21  |       |
| 27 juli | 19:20 | An Se-young           | 2–0      | Dorcas Ajoke Adesokan | 21–3  | 21–6  |       |

### Grupp D
| Pl | Spelare                      | S | V | F | VS | FS | SS | VP | FP | PS  | P | Kvalificering                       |
| -- | ---------------------------- | - | - | - | -- | -- | -- | -- | -- | --- | - | ----------------------------------- |
| 1  | Busanan Ongbamrungphan (THA) | 2 | 2 | 0 | 4  | 0  | +4 | 84 | 41 | +43 | 2 | Gick vidare till åttondelsfinalerna |
| 2  | Kristin Kuuba (EST)          | 2 | 1 | 1 | 2  | 2  | 0  | 70 | 74 | −4  | 1 |                                     |
| 3  | Daniela Macías (PER)         | 2 | 0 | 2 | 0  | 4  | −4 | 45 | 84 | −39 | 0 |                                     |

Källa: 
| Datum   | Tid   | Spelare 1              | Resultat | Spelare 2      | Set 1 | Set 2 | Set 3 |
| ------- | ----- | ---------------------- | -------- | -------------- | ----- | ----- | ----- |
| 24 juli | 09:40 | Busanan Ongbamrungphan | 2–0      | Daniela Macías | 21–4  | 21–9  |       |
| 26 juli | 18:00 | Kristin Kuuba          | 2–0      | Daniela Macías | 21–19 | 21–13 |       |
| 27 juli | 18:40 | Busanan Ongbamrungphan | 2–0      | Kristin Kuuba  | 21–16 | 21–12 |       |

### Grupp E
| Pl | Spelare                    | S | V | F | VS | FS | SS | VP | FP | PS  | P | Kvalificering                       |
| -- | -------------------------- | - | - | - | -- | -- | -- | -- | -- | --- | - | ----------------------------------- |
| 1  | Nozomi Okuhara (JPN)       | 2 | 2 | 0 | 4  | 0  | +4 | 84 | 43 | +41 | 2 | Gick vidare till åttondelsfinalerna |
| 2  | Jevgenija Kosetskaja (ROC) | 2 | 1 | 1 | 2  | 2  | 0  | 65 | 77 | −12 | 1 |                                     |
| 3  | Yvonne Li (GER)            | 2 | 0 | 2 | 0  | 4  | −4 | 56 | 85 | −29 | 0 |                                     |

Källa: 
| Datum   | Tid   | Spelare 1            | Resultat | Spelare 2            | Set 1 | Set 2 | Set 3 |
| ------- | ----- | -------------------- | -------- | -------------------- | ----- | ----- | ----- |
| 25 juli | 11:20 | Nozomi Okuhara       | 2–0      | Yvonne Li            | 21–17 | 21–4  |       |
| 26 juli | 10:00 | Jevgenija Kosetskaja | 2–0      | Yvonne Li            | 22–20 | 21–15 |       |
| 28 juli | 10:20 | Nozomi Okuhara       | 2–0      | Jevgenija Kosetskaja | 21–6  | 21–16 |       |

### Grupp F
| Pl | Spelare               | S | V | F | VS | FS | SS | VP | FP | PS  | P | Kvalificering                       |
| -- | --------------------- | - | - | - | -- | -- | -- | -- | -- | --- | - | ----------------------------------- |
| 1  | Michelle Li (CAN)     | 2 | 2 | 0 | 4  | 0  | +4 | 84 | 51 | +33 | 2 | Gick vidare till åttondelsfinalerna |
| 2  | Martina Repiská (SVK) | 2 | 1 | 1 | 2  | 2  | 0  | 76 | 73 | +3  | 1 |                                     |
| 3  | Nikté Sotomayor (GUA) | 2 | 0 | 2 | 0  | 4  | −4 | 48 | 84 | −36 | 0 |                                     |

Källa: 
| Datum   | Tid   | Spelare 1       | Resultat | Spelare 2       | Set 1 | Set 2 | Set 3 |
| ------- | ----- | --------------- | -------- | --------------- | ----- | ----- | ----- |
| 25 juli | 12:00 | Michelle Li     | 2–0      | Nikté Sotomayor | 21–8  | 21–9  |       |
| 26 juli | 18:40 | Martina Repiská | 2–0      | Nikté Sotomayor | 21–19 | 21–12 |       |
| 28 juli | 11:00 | Michelle Li     | 2–0      | Martina Repiská | 21–18 | 21–16 |       |

### Grupp G

Matchen mellan Sorayya Aghaei och Fathimath Nabaaha Abdul Razzaq

| Pl | Spelare                              | S | V | F | VS | FS | SS | VP | FP | PS  | P | Kvalificering                       |
| -- | ------------------------------------ | - | - | - | -- | -- | -- | -- | -- | --- | - | ----------------------------------- |
| 1  | He Bingjiao (CHN)                    | 2 | 2 | 0 | 4  | 0  | +4 | 84 | 23 | +61 | 2 | Gick vidare till åttondelsfinalerna |
| 2  | Sorayya Aghaei (IRI)                 | 2 | 1 | 1 | 2  | 2  | 0  | 56 | 63 | −7  | 1 |                                     |
| 3  | Fathimath Nabaaha Abdul Razzaq (MDV) | 2 | 0 | 2 | 0  | 4  | −4 | 30 | 84 | −54 | 0 |                                     |

Källa: 
| Datum   | Tid   | Spelare 1      | Resultat | Spelare 2                      | Set 1 | Set 2 | Set 3 |
| ------- | ----- | -------------- | -------- | ------------------------------ | ----- | ----- | ----- |
| 25 juli | 12:40 | He Bingjiao    | 2–0      | Fathimath Nabaaha Abdul Razzaq | 21–6  | 21–3  |       |
| 26 juli | 11:20 | Sorayya Aghaei | 2–0      | Fathimath Nabaaha Abdul Razzaq | 21–14 | 21–7  |       |
| 28 juli | 11:00 | He Bingjiao    | 2–0      | Sorayya Aghaei                 | 21–11 | 21–3  |       |

### Grupp H
| Pl | Spelare              | S | V | F | VS | FS | SS | VP | FP | PS  | P | Kvalificering                       |
| -- | -------------------- | - | - | - | -- | -- | -- | -- | -- | --- | - | ----------------------------------- |
| 1  | Beiwen Zhang (USA)   | 2 | 2 | 0 | 4  | 0  | +4 | 84 | 38 | +46 | 2 | Gick vidare till åttondelsfinalerna |
| 2  | Marija Ulitina (UKR) | 2 | 1 | 1 | 2  | 2  | 0  | 62 | 76 | −14 | 1 |                                     |
| 3  | Fabiana Silva (BRA)  | 2 | 0 | 2 | 0  | 4  | −4 | 53 | 85 | −32 | 0 |                                     |

Källa: 
| Datum   | Tid   | Spelare 1     | Resultat | Spelare 2      | Set 1 | Set 2 | Set 3 |
| ------- | ----- | ------------- | -------- | -------------- | ----- | ----- | ----- |
| 25 juli | 18:00 | Beiwen Zhang  | 2–0      | Marija Ulitina | 21–12 | 21–7  |       |
| 26 juli | 12:40 | Fabiana Silva | 0–2      | Marija Ulitina | 14–21 | 20–22 |       |
| 28 juli | 10:20 | Beiwen Zhang  | 2–0      | Fabiana Silva  | 21–9  | 21–10 |       |

### Grupp I
| Pl | Spelare              | S | V | F | VS | FS | SS | VP | FP  | PS  | P | Kvalificering                       |
| -- | -------------------- | - | - | - | -- | -- | -- | -- | --- | --- | - | ----------------------------------- |
| 1  | Mia Blichfeldt (DEN) | 2 | 2 | 0 | 4  | 0  | +4 | 84 | 34  | +50 | 2 | Gick vidare till åttondelsfinalerna |
| 2  | Chen Hsuan-yu (AUS)  | 2 | 1 | 1 | 2  | 3  | −1 | 83 | 88  | −5  | 1 |                                     |
| 3  | Linda Zetchiri (BUL) | 2 | 0 | 2 | 1  | 4  | −3 | 59 | 104 | −45 | 0 |                                     |

Källa: 
| Datum   | Tid   | Spelare 1      | Resultat | Spelare 2      | Set 1 | Set 2 | Set 3 |
| ------- | ----- | -------------- | -------- | -------------- | ----- | ----- | ----- |
| 25 juli | 14:00 | Mia Blichfeldt | 2–0      | Chen Hsuan-yu  | 21–7  | 21–14 |       |
| 27 juli | 13:20 | Linda Zetchiri | 1–2      | Chen Hsuan-yu  | 16–21 | 22–20 | 8–21  |
| 28 juli | 09:40 | Mia Blichfeldt | 2–0      | Linda Zetchiri | 21–10 | 21–3  |       |

### Grupp J
| Pl | Spelare                  | S | V | F | VS | FS | SS | VP | FP | PS  | P | Kvalificering                       |
| -- | ------------------------ | - | - | - | -- | -- | -- | -- | -- | --- | - | ----------------------------------- |
| 1  | P.V. Sindhu (IND)        | 2 | 2 | 0 | 4  | 0  | +4 | 84 | 42 | +42 | 2 | Gick vidare till åttondelsfinalerna |
| 2  | Cheung Ngan Yi (HKG)     | 2 | 1 | 1 | 2  | 3  | −1 | 82 | 91 | −9  | 1 |                                     |
| 3  | Ksenia Polikarpova (ISR) | 2 | 0 | 2 | 1  | 4  | −3 | 66 | 99 | −33 | 0 |                                     |

Källa: 
| Datum   | Tid   | Spelare 1      | Resultat | Spelare 2          | Set 1 | Set 2 | Set 3 |
| ------- | ----- | -------------- | -------- | ------------------ | ----- | ----- | ----- |
| 25 juli | 10:40 | P.V. Sindhu    | 2–0      | Ksenia Polikarpova | 21–7  | 21–10 |       |
| 27 juli | 12:40 | Cheung Ngan Yi | 2–1      | Ksenia Polikarpova | 21–12 | 15–21 | 21–16 |
| 28 juli | 11:00 | P.V. Sindhu    | 2–0      | Cheung Ngan Yi     | 21–9  | 21–16 |       |

### Grupp K
| Pl | Spelare               | S | V | F | VS | FS | SS | VP | FP | PS  | P | Kvalificering                       |
| -- | --------------------- | - | - | - | -- | -- | -- | -- | -- | --- | - | ----------------------------------- |
| 1  | Kim Ga-eun (KOR)      | 2 | 2 | 0 | 4  | 0  | +4 | 84 | 50 | +34 | 2 | Gick vidare till åttondelsfinalerna |
| 2  | Yeo Jia Min (SGP)     | 2 | 1 | 1 | 2  | 2  | 0  | 69 | 59 | +10 | 1 |                                     |
| 3  | Haramara Gaitán (MEX) | 2 | 0 | 2 | 0  | 4  | −4 | 40 | 84 | −44 | 0 |                                     |

Källa: 
| Datum   | Tid   | Spelare 1   | Resultat | Spelare 2       | Set 1 | Set 2 | Set 3 |
| ------- | ----- | ----------- | -------- | --------------- | ----- | ----- | ----- |
| 24 juli | 20:40 | Kim Ga-eun  | 2–0      | Haramara Gaitán | 21–14 | 21–9  |       |
| 27 juli | 13:20 | Yeo Jia Min | 2–0      | Haramara Gaitán | 21–7  | 21–10 |       |
| 28 juli | 09:00 | Kim Ga-eun  | 2–0      | Yeo Jia Min     | 21–13 | 21–14 |       |

### Grupp L
| Pl | Spelare               | S | V | F | VS | FS | SS | VP | FP | PS  | P | Kvalificering                       |
| -- | --------------------- | - | - | - | -- | -- | -- | -- | -- | --- | - | ----------------------------------- |
| 1  | Akane Yamaguchi (JPN) | 2 | 2 | 0 | 4  | 0  | +4 | 84 | 38 | +46 | 2 | Gick vidare till åttondelsfinalerna |
| 2  | Kirsty Gilmour (GBR)  | 2 | 1 | 1 | 2  | 2  | 0  | 69 | 70 | −1  | 1 |                                     |
| 3  | Mahoor Shahzad (PAK)  | 2 | 0 | 2 | 0  | 4  | −4 | 39 | 84 | −45 | 0 |                                     |

Källa: 
| Datum   | Tid   | Spelare 1       | Resultat | Spelare 2      | Set 1 | Set 2 | Set 3 |
| ------- | ----- | --------------- | -------- | -------------- | ----- | ----- | ----- |
| 24 juli | 09:40 | Akane Yamaguchi | 2–0      | Mahoor Shahzad | 21–3  | 21–8  |       |
| 27 juli | 14:00 | Kirsty Gilmour  | 2–0      | Mahoor Shahzad | 21–14 | 21–14 |       |
| 28 juli | 09:00 | Akane Yamaguchi | 2–0      | Kirsty Gilmour | 21–9  | 21–18 |       |

### Grupp M
| Pl | Spelare                        | S | V | F | VS | FS | SS | VP | FP | PS  | P | Kvalificering                       |
| -- | ------------------------------ | - | - | - | -- | -- | -- | -- | -- | --- | - | ----------------------------------- |
| 1  | Gregoria Mariska Tunjung (INA) | 2 | 2 | 0 | 4  | 0  | +4 | 84 | 47 | +37 | 2 | Gick vidare till åttondelsfinalerna |
| 2  | Lianne Tan (BEL)               | 2 | 1 | 1 | 2  | 2  | 0  | 70 | 56 | +14 | 1 |                                     |
| 3  | Thet Htar Thuzar (MYA)         | 2 | 0 | 2 | 0  | 4  | −4 | 33 | 84 | −51 | 0 |                                     |

Källa: 
| Datum   | Tid   | Spelare 1                | Resultat | Spelare 2        | Set 1 | Set 2 | Set 3 |
| ------- | ----- | ------------------------ | -------- | ---------------- | ----- | ----- | ----- |
| 25 juli | 10:00 | Gregoria Mariska Tunjung | 2–0      | Thet Htar Thuzar | 21–11 | 21–8  |       |
| 27 juli | 12:40 | Lianne Tan               | 2–0      | Thet Htar Thuzar | 21–6  | 21–8  |       |
| 28 juli | 09:40 | Gregoria Mariska Tunjung | 2–0      | Lianne Tan       | 21–11 | 21–17 |       |

### Grupp N
| Pl  | Spelare                  | S | V | F | VS | FS | SS | VP | FP | PS  | P | Kvalificering                       |
| --- | ------------------------ | - | - | - | -- | -- | -- | -- | -- | --- | - | ----------------------------------- |
| 1   | Ratchanok Intanon (THA)  | 1 | 1 | 0 | 2  | 1  | +1 | 61 | 49 | +12 | 1 | Gick vidare till åttondelsfinalerna |
| 2   | Soniia Cheah Su Ya (MAS) | 1 | 0 | 1 | 1  | 2  | −1 | 49 | 61 | −12 | 0 |                                     |
| WDN | Laura Sárosi (HUN)       | 0 | 0 | 0 | 0  | 0  | 0  | 0  | 0  | 0   | 0 |                                     |

Källa: 
Sárosi drog sig ur turneringen efter en match.
| Datum   | Tid   | Spelare 1          | Resultat               | Spelare 2          | Set 1    | Set 2    | Set 3    |
| ------- | ----- | ------------------ | ---------------------- | ------------------ | -------- | -------- | -------- |
| 25 juli | 19:20 | Ratchanok Intanon  | 2–0 (ogiltigförklarad) | Laura Sárosi       | 21–5     | 21–10    |          |
| 27 juli | 14:00 | Soniia Cheah Su Ya | Ingen match            | Laura Sárosi       | Inställt | Inställt | Inställt |
| 28 juli | 11:40 | Ratchanok Intanon  | 2–1                    | Soniia Cheah Su Ya | 19–21    | 21–18    | 21–10    |

### Grupp P
| Pl | Spelare                | S | V | F | VS | FS | SS | VP  | FP  | PS  | P | Kvalificering                    |
| -- | ---------------------- | - | - | - | -- | -- | -- | --- | --- | --- | - | -------------------------------- |
| 1  | Tai Tzu-ying (TPE)     | 3 | 3 | 0 | 6  | 0  | +6 | 126 | 70  | +56 | 3 | Gick vidare till kvartsfinalerna |
| 2  | Nguyễn Thùy Linh (VIE) | 3 | 2 | 1 | 4  | 2  | +2 | 111 | 89  | +22 | 2 |                                  |
| 3  | Qi Xuefei (FRA)        | 3 | 1 | 2 | 2  | 4  | −2 | 87  | 108 | −21 | 1 |                                  |
| 4  | Sabrina Jaquet (SUI)   | 3 | 0 | 3 | 0  | 6  | −6 | 69  | 126 | −57 | 0 |                                  |

Källa: 
| Datum   | Tid   | Spelare 1        | Resultat | Spelare 2        | Set 1 | Set 2 | Set 3 |
| ------- | ----- | ---------------- | -------- | ---------------- | ----- | ----- | ----- |
| 24 juli | 09:00 | Qi Xuefei        | 0–2      | Nguyễn Thùy Linh | 11–21 | 11–21 |       |
| 24 juli | 13:00 | Tai Tzu-ying     | 2–0      | Sabrina Jaquet   | 21–7  | 21–13 |       |
| 26 juli | 10:00 | Qi Xuefei        | 2–0      | Sabrina Jaquet   | 21–10 | 21–14 |       |
| 26 juli | 14:00 | Tai Tzu-ying     | 2–0      | Nguyễn Thùy Linh | 21–16 | 21–11 |       |
| 28 juli | 09:00 | Tai Tzu-ying     | 2–0      | Qi Xuefei        | 21–10 | 21–13 |       |
| 28 juli | 09:40 | Nguyễn Thùy Linh | 2–0      | Sabrina Jaquet   | 21–8  | 21–17 |       |

## Slutspel
Slutspelet spelades mellan den 29 juli och 1 augusti. En omgång spelades per dag.
|  | Åttondelsfinaler | Åttondelsfinaler               | Åttondelsfinaler | Åttondelsfinaler      | Åttondelsfinaler |    |                         | Kvartsfinaler | Kvartsfinaler    | Kvartsfinaler | Kvartsfinaler     | Kvartsfinaler |    |                   | Semifinaler | Semifinaler | Semifinaler | Semifinaler | Semifinaler |            |            | Final      | Final      | Final | Final | Final |  |
|  |                  |                                |                  |                       |                  |    |                         |               |                  |               |                   |               |    |                   |             |             |             |             |             |            |            |            |            |       |       |       |  |
|  |                  |                                |                  |                       |                  |    |                         | A1            | Chen Yufei (CHN) | 21            | 21                |               |    |                   |             |             |             |             |             |            |            |            |            |       |       |       |  |
|  |                  |                                |                  |                       |                  |    |                         | A1            | Chen Yufei (CHN) | 21            | 21                |               |    |                   |             |             |             |             |             |            |            |            |            |       |       |       |  |
|  |                  |                                | C1               | An Se-young (KOR)     | 18               | 19 |                         |               |                  |               |                   |               |    |                   |             |             |             |             |             |            |            |            |            |       |       |       |  |
|  | C1               | An Se-young (KOR)              | C1               | An Se-young (KOR)     | 18               | 19 | 21                      | 21            |                  |               |                   |               |    |                   |             |             |             |             |             |            |            |            |            |       |       |       |  |
|  | C1               | An Se-young (KOR)              |                  |                       |                  |    |                         |               |                  |               |                   |               |    |                   |             |             |             |             |             |            |            |            |            |       |       |       |  |
|  | D1               | Busanan Ongbamrungphan (THA)   | 15               | 15                    |                  |    |                         |               |                  |               |                   |               |    |                   |             |             |             |             |             |            |            |            |            |       |       |       |  |
|  | D1               | Busanan Ongbamrungphan (THA)   | 15               | 15                    |                  | A1 | Chen Yufei (CHN)        | 21            | 13               | 21            |                   |               |    |                   |             |             |             |             |             |            |            |            |            |       |       |       |  |
|  |                  |                                |                  |                       |                  |    |                         |               |                  |               |                   |               |    |                   |             |             |             |             |             |            |            |            |            |       |       |       |  |
|  |                  |                                | G1               | He Bingjiao (CHN)     | 16               | 21 | 12                      |               |                  |               |                   |               |    |                   |             |             |             |             |             |            |            |            |            |       |       |       |  |
|  | E1               | Nozomi Okuhara (JPN)           | G1               | He Bingjiao (CHN)     | 16               | 21 | 12                      | 21            | 21               |               |                   |               |    |                   |             |             |             |             |             |            |            |            |            |       |       |       |  |
|  | E1               | Nozomi Okuhara (JPN)           |                  |                       |                  |    |                         |               |                  |               |                   |               |    |                   |             |             |             |             |             |            |            |            |            |       |       |       |  |
|  | F1               | Michelle Li (CAN)              | 9                | 7                     |                  |    |                         |               |                  |               |                   |               |    |                   |             |             |             |             |             |            |            |            |            |       |       |       |  |
|  | F1               | Michelle Li (CAN)              | 9                | 7                     |                  | E1 | Nozomi Okuhara (JPN)    | 21            | 13               | 14            |                   |               |    |                   |             |             |             |             |             |            |            |            |            |       |       |       |  |
|  |                  |                                |                  |                       |                  | E1 | Nozomi Okuhara (JPN)    | 21            | 13               | 14            |                   |               |    |                   |             |             |             |             |             |            |            |            |            |       |       |       |  |
|  |                  |                                | G1               | He Bingjiao (CHN)     | 13               | 21 | 21                      |               |                  |               |                   |               |    |                   |             |             |             |             |             |            |            |            |            |       |       |       |  |
|  | G1               | He Bingjiao (CHN)              | G1               | He Bingjiao (CHN)     | 13               | 21 | 21                      | 14            | 9                |               |                   |               |    |                   |             |             |             |             |             |            |            |            |            |       |       |       |  |
|  | G1               | He Bingjiao (CHN)              |                  |                       |                  |    |                         |               |                  |               |                   |               |    |                   |             |             |             |             |             |            |            |            |            |       |       |       |  |
|  | H1               | Beiwen Zhang (USA)             | 21               | 7r                    |                  |    |                         |               |                  |               |                   |               |    |                   |             |             |             |             |             |            |            |            |            |       |       |       |  |
|  | H1               | Beiwen Zhang (USA)             | 21               | 7r                    |                  | A1 | Chen Yufei (CHN)        | 21            | 19               | 21            |                   |               |    |                   |             |             |             |             |             |            |            |            |            |       |       |       |  |
|  |                  |                                |                  |                       |                  |    |                         |               |                  |               |                   |               |    |                   |             |             |             |             |             |            |            |            |            |       |       |       |  |
|  |                  |                                | P1               | Tai Tzu-ying (TPE)    | 18               | 21 | 18                      |               |                  |               |                   |               |    |                   |             |             |             |             |             |            |            |            |            |       |       |       |  |
|  | I1               | Mia Blichfeldt (DEN)           | P1               | Tai Tzu-ying (TPE)    | 18               | 21 | 18                      | 15            | 13               |               |                   |               |    |                   |             |             |             |             |             |            |            |            |            |       |       |       |  |
|  | I1               | Mia Blichfeldt (DEN)           |                  |                       |                  |    |                         | 15            | 13               |               |                   |               |    |                   |             |             |             |             |             |            |            |            |            |       |       |       |  |
|  | J1               | P.V. Sindhu (IND)              | 21               | 21                    |                  |    |                         |               |                  |               |                   |               |    |                   |             |             |             |             |             |            |            |            |            |       |       |       |  |
|  | J1               | P.V. Sindhu (IND)              | 21               | 21                    |                  | J1 | P.V. Sindhu (IND)       | 21            | 22               |               |                   |               |    |                   |             |             |             |             |             |            |            |            |            |       |       |       |  |
|  |                  |                                |                  |                       |                  | J1 | P.V. Sindhu (IND)       | 21            | 22               |               |                   |               |    |                   |             |             |             |             |             |            |            |            |            |       |       |       |  |
|  |                  |                                | L1               | Akane Yamaguchi (JPN) | 13               | 20 |                         |               |                  |               |                   |               |    |                   |             |             |             |             |             |            |            |            |            |       |       |       |  |
|  | K1               | Kim Ga-eun (KOR)               | L1               | Akane Yamaguchi (JPN) | 13               | 20 | 17                      | 18            |                  |               |                   |               |    |                   |             |             |             |             |             |            |            |            |            |       |       |       |  |
|  | K1               | Kim Ga-eun (KOR)               |                  |                       |                  |    |                         |               |                  |               |                   |               |    |                   |             |             |             |             |             |            |            |            |            |       |       |       |  |
|  | L1               | Akane Yamaguchi (JPN)          | 21               | 21                    |                  |    |                         |               |                  |               |                   |               |    |                   |             |             |             |             |             |            |            |            |            |       |       |       |  |
|  | L1               | Akane Yamaguchi (JPN)          | 21               | 21                    |                  | J1 | P.V. Sindhu (IND)       | 18            | 12               |               |                   |               |    |                   |             |             |             |             |             |            |            |            |            |       |       |       |  |
|  |                  |                                |                  |                       |                  |    |                         |               |                  |               |                   |               |    |                   |             |             |             |             |             |            |            |            |            |       |       |       |  |
|  |                  |                                | P1               | Tai Tzu-ying (TPE)    | 21               | 21 |                         |               |                  |               |                   |               |    |                   |             |             |             |             |             |            |            |            |            |       |       |       |  |
|  | M1               | Gregoria Mariska Tunjung (INA) | P1               | Tai Tzu-ying (TPE)    | 21               | 21 | 12                      | 19            |                  |               |                   |               |    |                   |             |             |             |             | Bronsmatch  | Bronsmatch | Bronsmatch | Bronsmatch | Bronsmatch |       |       |       |  |
|  | M1               | Gregoria Mariska Tunjung (INA) |                  |                       |                  |    |                         |               |                  |               |                   |               |    |                   |             |             |             |             |             |            |            |            |            |       |       |       |  |
|  | N1               | Ratchanok Intanon (THA)        | 21               | 21                    |                  |    |                         |               |                  |               |                   |               |    |                   |             |             |             |             |             |            |            |            |            |       |       |       |  |
|  | N1               | Ratchanok Intanon (THA)        | 21               | 21                    |                  | N1 | Ratchanok Intanon (THA) | 21            | 18               | 18            |                   |               | G1 | He Bingjiao (CHN) | 13          | 15          |             |             |             |            |            |            |            |       |       |       |  |
|  |                  |                                |                  |                       |                  | N1 | Ratchanok Intanon (THA) | 21            | 18               | 18            |                   |               | G1 | He Bingjiao (CHN) | 13          | 15          |             |             |             |            |            |            |            |       |       |       |  |
|  |                  |                                | P1               | Tai Tzu-ying (TPE)    | 14               | 21 | 21                      |               |                  | J1            | P.V. Sindhu (IND) | 21            | 21 |                   |             |             |             |             |             |            |            |            |            |       |       |       |  |